# Vincent thương mến
Loving Vincent là bộ phim hoạt hình về tiểu sử đầu tiên được làm bằng tranh vẽ. Phim kể về những câu chuyện cuối đời của họa sĩ Vincent van Gogh. Nó được viết và đạo diễn bởi Dorota Kobiela và Hugh Welchman, và được sản xuất bởi Hugh Welchman và Sean Bobbitt của hãng BreakThru Films và Ivan Mactaggart của hãng Trademark Films. Bộ phim được thực hiện bởi các họa sĩ vẽ tranh sơn dầu, dưới sự tài trợ và đào tạo bởi viện điện ảnh quốc gia Ba Lan.
Các cảnh quay trong phim được thực hiện qua 65000 bức tranh sơn dầu trên vải, do hơn 115 họa sĩ vẽ nên, dưới cùng một kĩ thuật vẽ của chính van Gogh, để bộ phim trở nên gần gũi hơn với họa sĩ thiên tài. Ngoài ra, 120 bức tranh kiệt tác của van Gogh cũng được lồng ghép vào các cảnh phim, để bộ phim có tính hiện thực và sống động, y như thiên nhiên và con người những nơi van Gogh vẽ lại vào cuối thế kỉ 19.
Bộ phim kể về những sự kiện vào cuối đời van Gogh, và một góc nhìn về cái chết bí ẩn của họa sĩ năm 1890. Các câu chuyện trong kịch bản được dựa theo những lá thư mà họa sĩ gửi cho em trai Theo của mình những năm cuối đời.

## Diễn viên lồng tiếng
Các diễn viên lồng tiếng chính:
- Douglas Booth vai Armand Roulin
- Jerome Flynn vai bác sĩ Gachet
- Saoirse Ronan vai Marguerite Gachet
- Helen McCrory vai Louise Chevailier
- Chris O'Dowd vai Postman Roulin
- John Sessions vai Pere Tanguy
- Eleanor Tomlinson vai Adeline Ravoux
- Aidan Turner vai Boatman